# شمسنا لن تغيب
شمسنا لن تغيب هو فيلم تراجيدي عراقي، أنتج في عام 1987.

## قصة الفيلم
الشاب (عصام) يدرس بكلية الهندسة وتربطه علاقة حب مع فتاته (وفاء يوسف) وهما يرسمان أحلام الغد، وما يلبث عصام بعد تخرجه أن يلتحق بالجيش حيث يتفوق في التدريب ويتم إرساله في مهمة عسكرية داخل أراضي إيران أثناء الحرب وتكابد مجموعته صعوبات قاسية بسبب التضاريس الأرضية الصعبة.

## طاقم العمل
- وفاء لعيبي
- عبد الجبار كاظم
- طارق لعيبي
- ريكاردوس يوسف

## وصلات خارجية
- شمسنا لن تغيب على موقع قاعدة بيانات الأفلام العربية